# Боинг B-52
Боинг Б-52 Стратосферска тврђава (енгл. B-52 Stratofortress) је амерички стратешки бомбардер. Настао је почетком 1950-их година, а још и данас се налази у употреби у Америчком ратном ваздухопловству.
Иако су новији бомбардери као B-1B Lenser и Нортроп Б-2 уведени у наоружање, поузданост авиона Б-52 и нижи трошкови одржавања га и даље чине важним ослонцем снага САД.

## Развој
Послије Другог свјетског рата дошло је до наглог развоја авијације увођењем млазних мотора, и могућности напада увођењем нуклеарних бомби. Пошто је нови хладноратовски противник САД постао СССР, указала се потреба за авионом који може да нападне СССР нуклеарним бомбама са база у САД.
У ту сврху већ средином 1940-их година је почело пројектирање авиона који ће постати Б-52. Како одговарајући млазни мотори нису постојали (по потребном потиску и потрошњи горива), прве варијанте дизајна су имале турбоелисне моторе и права, незакошена крила (Боинг Model 462). Како је вријеме одмицало, постало је јасно да ће мотори постати доступни, па су уведени млазни мотори и закошено крило које се већ показало добро на авиону Боинг Б-47.
Први лет прототипа је изведен 15. априла 1952. године, а авион је ушао у употребу 1955.

## Употреба
Б-52 је кориштен као главни ослонац Стратешке ваздухопловне команде (Strategic Air Command) од средине 1950-их година, за ношење нуклеарних и термонуклеарних бомби у случају рата са СССР. Од почетка 1960-их година улогу носиоца преузимају све више интерконтинентални балистички пројектили, али је Б-52 задржао нешто од своје важности.
У рату у Вијетнаму, могућност ношења конвенционалних бомби се показала врло корисном, па су Б-52 кориштени за нападе на Сјеверни Вијетнам и друге циљеве у регији. На територију Сјеверног Вијетнама је бачено 15237 тона бомби за 12 дана, а уништено је 15 Б-52 у тим операцијама од противавионске одбране Сјеверног Вијетнама.
Касније су кориштени и за нападе на Ирак 1991, Авганистан 2001, Ирак 2003, и за низ других акција снага САД.
За сада (2009), нема јасних наговјештаја када ће авиони задње серије Б-52Х бити повучени из оперативне употребе.

## Карактеристике ()
Врста авиона: стратешки бомбардер
- Посада: 5
- Први лет прототипа: 15. априла 1952.
- Уведен у употребу: 1955.
- Крај употребе:
- Произвођач: Боинг

Димензије
- Дужина: 48,5
- Распон крила: 56,4
- Висина: 12,4
- Површина крила: 370
- Аеропрофил крила: NACA 63A219.3 mod коријен крила, NACA 65A209.5 врх крила

Масе
- Празан: 83250
- Оптерећен: 120000
- Највећа полетна маса: 220000

Погонска група
- Мотори: млазни, осам, Прат и Витни ТФ33 (Pratt & Whitney TF33), 76 kN потиска сваки
- Однос потисак/тежина: 0,31

## Летне особине
- Највећа брзина: 1000
- Крстарећа брзина:
- Радијус дејства: 7210
- Оперативни врхунац лета: 15.000
- Брзина пењања: 31.85

## Наоружање
- Стрељачко: 1× 20 mm M61 Вулкан топ у репној куполи, са радарским нишаном
- Остало: до 31500 kg бомби, ракета, мина у разним конфигурацијама